# Бекар, Сильви
Сильви́ Бека́р (фр. Sylvie Becaert; 6 сентября 1975, Лилль) — французская биатлонистка, призёр Олимпийских игр 2006 года в Турине, двукратная чемпионка мира.

## Биография
С детства начала заниматься лыжными гонками и лишь в 1997 году перешла в биатлон когда ей уже было 22 года. В 1999 году Бекар дебютирует в Кубке Европы, но, собрав полную коллекцию призовых мест на двух этапах, ей представляется шанс выступить в Кубке мира. В 2001 году она впервые попадает в десятку лучших в спринтерской гонке этапа Кубка мира, а в следующем году выигрывает эстафетную гонку на этапе в Антольц-Антерсельве. Одним из самых успешных в карьере Сильви Бекар можно назвать сезон 2002/2003, когда она стала чемпионкой мира и заняла третье место в общем зачёте Кубка мира. В последующем был провал в выступлениях Сильвье, связанный с травмой и ухудшением качества стрельбы. Тем не менее, она смогла попасть в состав эстафетной команды Франции на Олимпиаде 2006 года в Турине и завоевать общими усилиями бронзовую медаль. В 2009 году в составе смешанной эстафетной команды первенствовала на чемпионате мира в Пхёнчане.
После сезона 2009—2010 завершила свою карьеру.
В феврале 2011 года в честь Сильви Бекар был назван биатлонный стадион, открытый в муниципалитете Ле Гран-Борнан департамента Верхняя Савойя. В марте 2011 года на новом стадионе прошло первое крупное соревнование — финал Кубка IBU. В декабре планировалось проведение третьего этапа Кубка мира, который был перенесён в австрийский Хохфильцен из-за отсутствия снега.

## Кубок мира
- 1999—2000 — 8-е место (66 очков)
- 2000—2001 — 37-е место (105 очков)
- 2001—2002 — 30-е место (172 очка)
- 2002—2003 — 3-е место (680 очков)
- 2003—2004 — 31-е место (176 очков)
- 2005—2006 — 29-е место (208 очков)
- 2006—2007 — 30-е место (177 очков)
- 2007—2008 — 23-е место (275 очков)
- 2008—2009 — 26-е место (345 очков)
- 2009—2010 — 25-е место (405 очков)

## Личная и внеспортивная жизнь
- В 2010 году Сильви Бекар родила дочь Эмили[1].

## Награды
- Офицер ордена «За заслуги» (14 июля 2010 года)[2].
- Кавалер ордена «За заслуги» (24 апреля 2006 года)[2]